# Alfredo Balloni
Alfredo Balloni (* 20. September 1989 in Rom) ist ein italienischer Straßenradrennfahrer.
Alfredo Balloni wurde 2005 italienischer Meister im Straßenrennen der Jugend und im Jahr daraus Junioren-Straßenmeister. 2007 gewann er die italienische Junioren-Meisterschaft im Einzelzeitfahren. 2009 errang er den nationalen Meistertitel im Einzelzeitfahren in der Klasse U23 und bei den Straßen-Weltmeisterschaften im selben Jahr belegte er Rang sechs im Einzelzeitfahren der U23. Im Jahre 2012 startete er beim Giro d’Italia, den er aber nicht beendete.

## Erfolge
2006
- Italienischer Meister – Straßenrennen (Junioren)

2007
- Italienischer Meister – Einzelzeitfahren (Junioren)

2008
- eine Etappe Coupe des Nations Ville Saguenay

2009
- Italienischer Meister – Einzelzeitfahren (U23)

## Teams
- 2010 Lampre-Farnese Vini
- 2011 Lampre-ISD
- 2012 Farnese Vini-Selle Italia
- 2013 Ceramica Flaminia-Fondriest (ab 22. Mai)
- 2014 Nankang-Fondriest